# Morvilliers (Eure-et-Loir)
Morvilliers é uma comuna francesa na região administrativa do Centro, no departamento Eure-et-Loir. Estende-se por uma área de 10,4 km². Em 2010 a comuna tinha 150 habitantes (densidade: 14,4 hab./km²).